# Lepidium leptopetalum
Lepidium leptopetalum là một loài thực vật có hoa trong họ Cải. Loài này được F. Muell. mô tả khoa học đầu tiên.